# Norderland
Norderland er et historisk frisisk landskab i det nuværende nordvestre Østfrisland, Niedersachsen, Tyskland, omkring byen Norden.
Norderland grænser mod øst til det gamle frisiske landskab Harlingerland og mod syd til Brookmerland. I dag regner man sædvanligvis kommunerne Norden, Hage, Grossheide og Dornum til Norderland.
Lige som de andre frisiske landskaber sendte Norderland årligt repræsentanter til det frisiske ting ved Upstalsboom nær Aurich for at diskutere frisiske rets- og lovspørgsmål.